# 兵庫県立丹波並木道中央公園
兵庫県立丹波並木道中央公園（ひょうごけんりつたんばなみきみちこうえん）は、兵庫県丹波篠山市西古佐90番地にある丹波地域初の広域公園。

## 概要
2007年（平成19年）10月14日開園。「丹波の森構想」に基づきレクリエーションや都市と農村の交流及び地域活性化の拠点とするべく造られた70.9haの広大面積を持つ多目的公園。元来、山林であった場所の自然を活かしながら造営された。「丹波の夢ビジョン」では「いのち・ひと・なりわい」（それぞれ自然、人間、産業を意味する） がうたわれているが、この3つの環を育む場を目指す都市公園法第2条及び都市計画法第11条第1項～第2項に該当する広域公園である。

### 地理
丹波並木道中央公園のある丹波篠山市西古佐地区は、篠山盆地の西端に位置し丹波篠山市街地から車で約6キロメートル（15分）。標高318ｍの三釈迦山のふもとにあり、田園風景が広がる。4キロメートル南西には白髭岳（標高721メートル）や松尾山（687メートル）、北には篠山川や並行して福知山線、県道77号が走り、東には舞鶴若狭自動車道丹波篠山ICが近い。三釈迦山の北麓には標高約200ｍから260ｍにかけての丘陵先端部の緩斜面地あるいは 尾根筋に遺跡が点在する。桂ヶ谷遺跡をはじめ集落跡や遺跡、ずえが谷あるいは灰高などに古墳群が分布している。公園付近の標高は、225メートル。

## 施設
丹波並木道中央公園は、以下の施設により構成される。

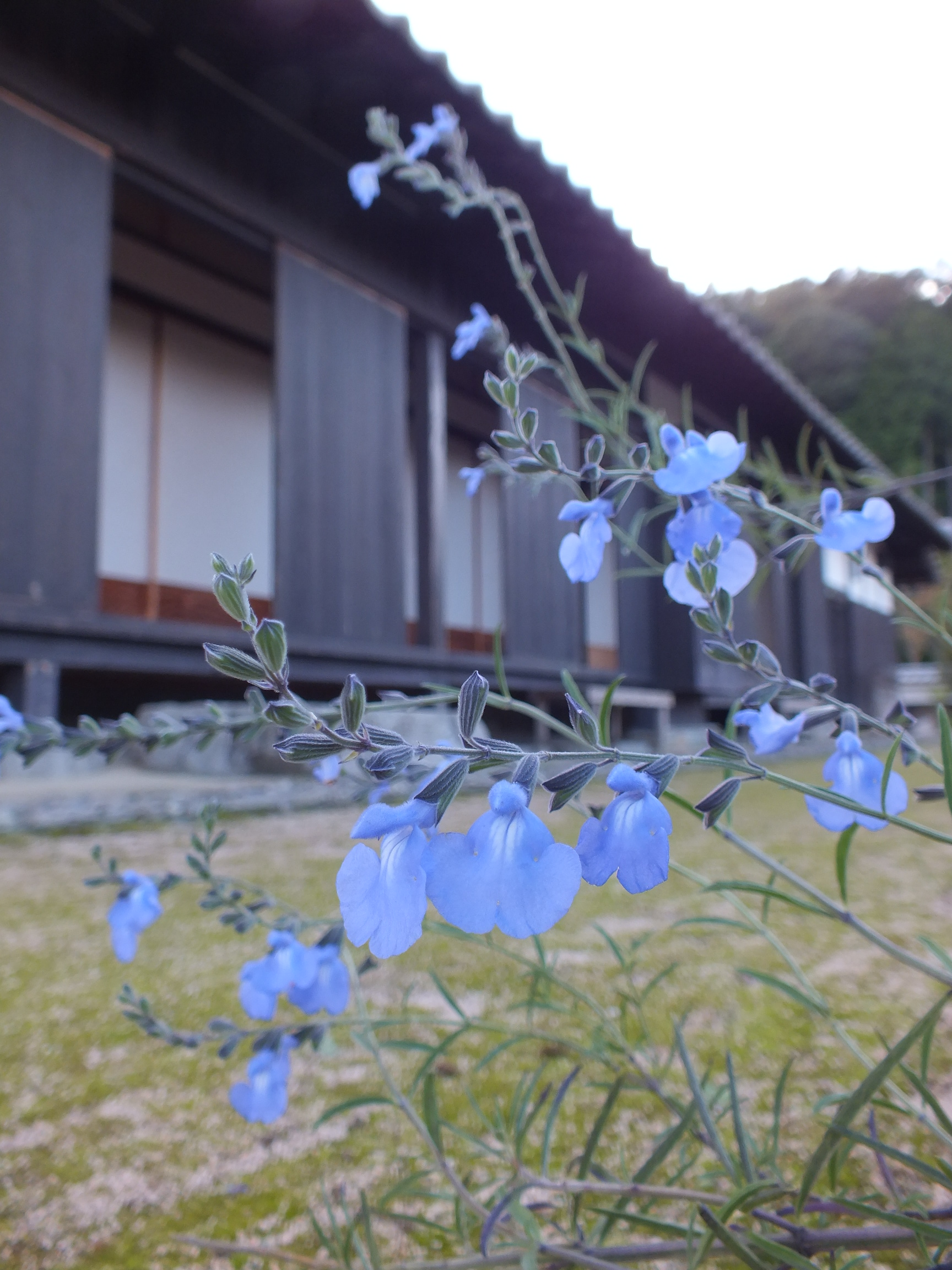
移築された古民家

公園管理棟
木造平屋建279㎡の管理事務所を兼ねた建物でロビーや建屋前には周辺地域を知るための情報が展示される。公園入口に当たる駐車場すぐ前にある。
茅葺（かやぶき）民家
篠山市大山新に実在した庄屋宅（中道家、明治初頭の建築）を2005年（平成17年）3月に移築したもの。2002年に解体、一時有馬富士公園内倉庫に保管された後、2004年に建築工事着工。翌、2005年3月竣工。平面形式六間取りを踏襲した近世の標準的な住宅。建屋内部には囲炉裏、竈などが再現され当時の豪壮な民家を知ることができる。庭はよく手入れの行き届いた野草などをあしらった和風庭園。イロハカエデ、ツワブキ、ハギなどがみられ、裏庭には盆栽が配置されるなど四季折々の季節の美を実感できる。木造平屋建242㎡。
森林活動センター
「製材所」と「木工施設」が設置され、スギやヒノキなど公園の森の木を使った木工細工が体験できる木工教室がある。木造平屋建374㎡。
棚田
2200㎡からなる田は公園造営前からあったものをそのまま利用しており、現在は古代米の一種である赤米や丹波黒豆などを栽培している。秋には一般を対象とした収穫体験イベントや収穫祭が行われる。「丹波ゆかりの赤米栽培を通した公園づくり」で、平成19年度には手づくり郷土賞（地域活動部門部門）を受賞。
灰屋
土壁造りの丹波地方の伝統的な焼灰を作るための小屋で、畑の肥料が作られる。
かぐや
小さな切妻屋根構造の竹を仕込んだ漆喰と日本瓦で造られた休憩小屋。中へ入ると伝統的な日本家屋の心地よさが実感できる。
ローラー滑り台
当公園に遊具類はほとんど設置されていないが唯一の遊具施設。長さ50m。
広場
主に公園奥部に位置する広大な広場。芝生広場、森の広場、あおぞら広場（灰屋横）、お花見広場（管理棟前）、朝市広場（茅葺民家前）からなる。
散策路
里山をそのまま利用した小路。山頂には木造の展望台が設置され、公園やその向こうに広がる篠山川や篠山盆地、町並みが見下ろせる。
なみきみち化石発掘体験コーナー
かぐやの近くに、2008年の公園工事の際に採掘された篠山層群の岩石、土砂が公園の一画に積まれており、化石発掘体験ができる。公園内には篠山市から丹波市にかけて広がる1億4000万年～1億1000万年前の地層が走っている。必要な道具は管理事務所で借りられるが、体験には申し込みが必要。発見した化石の持ち帰りはできない。2009年10月24日オープン。

## ギャラリー

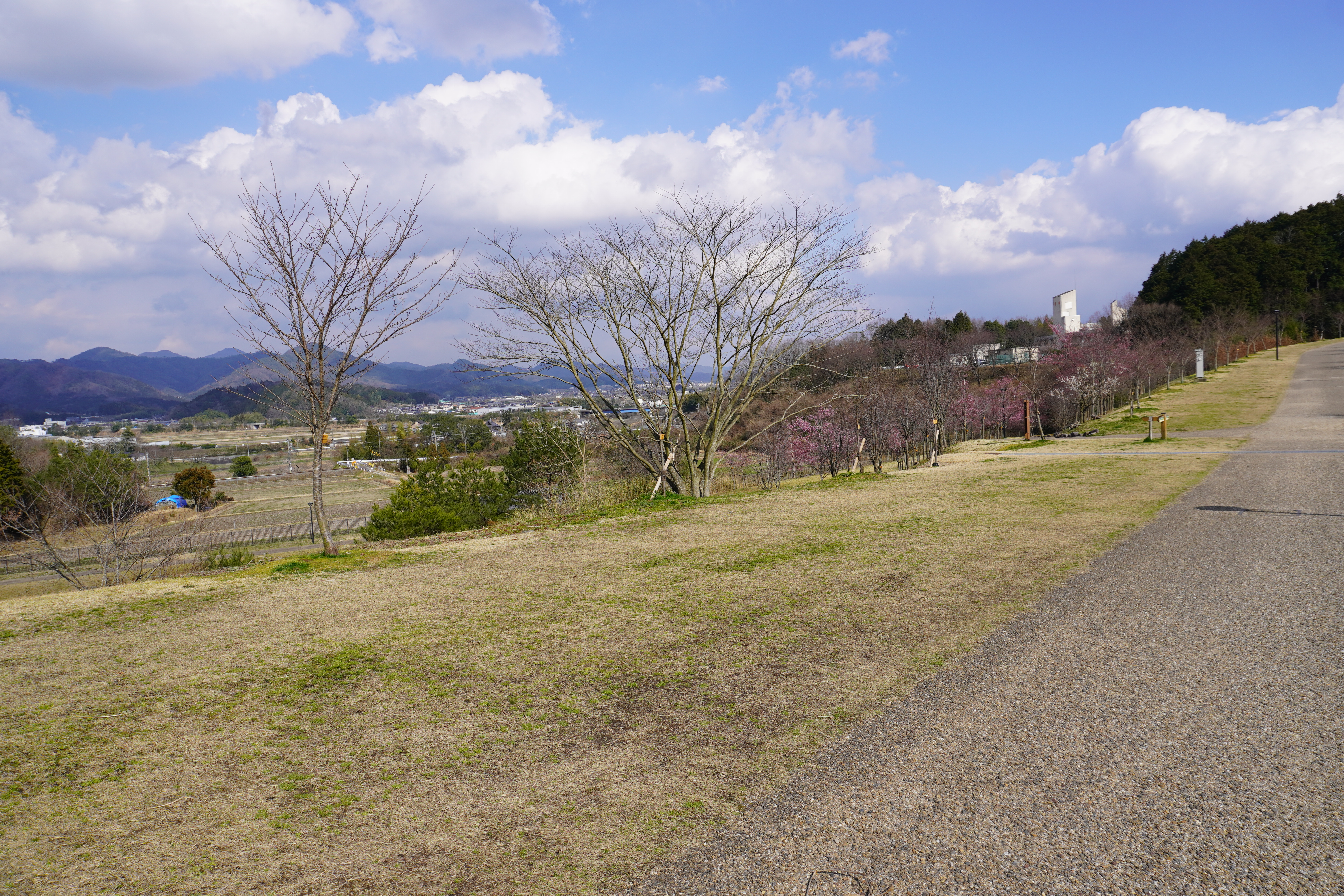
お花見広場
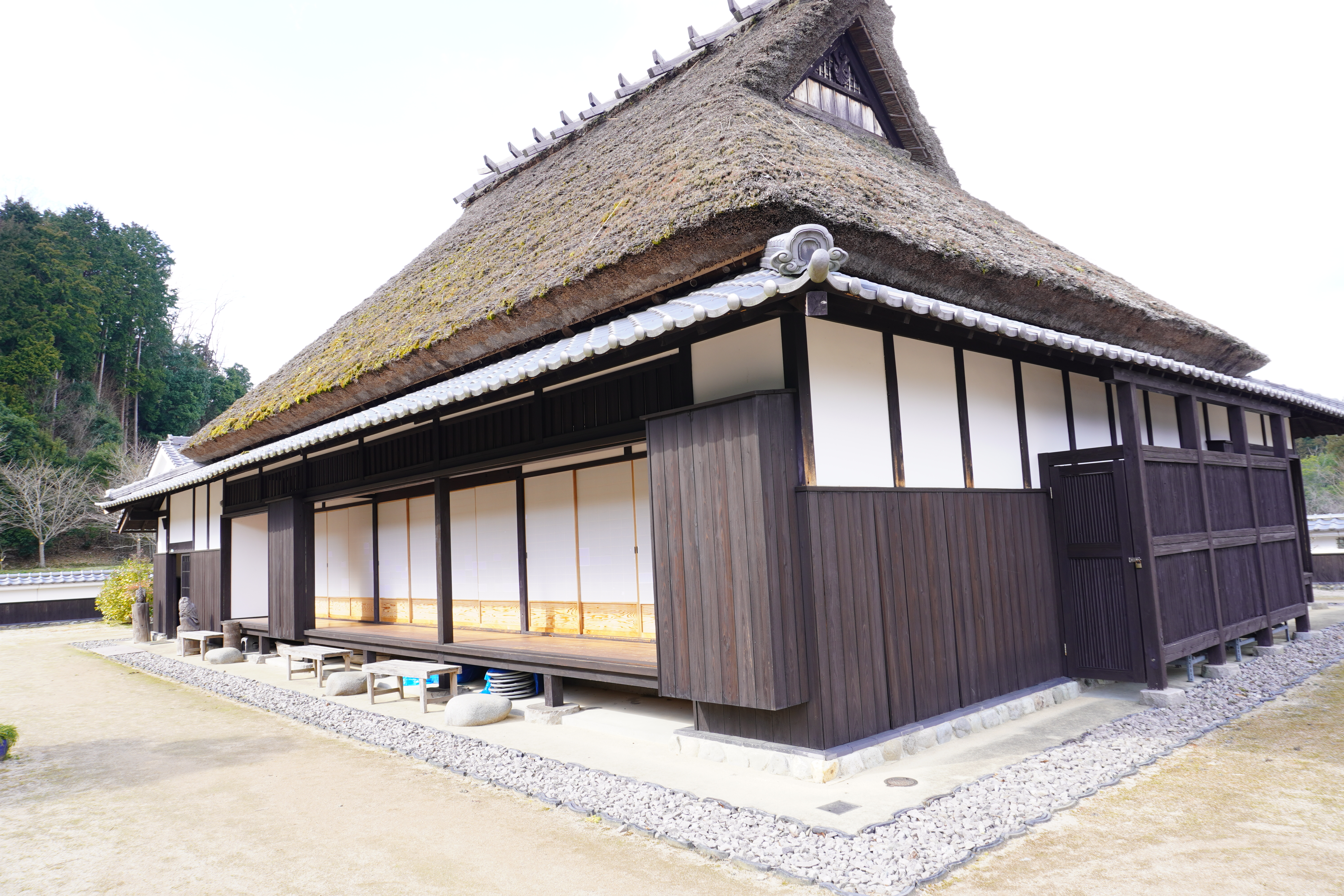
かやぶき民家
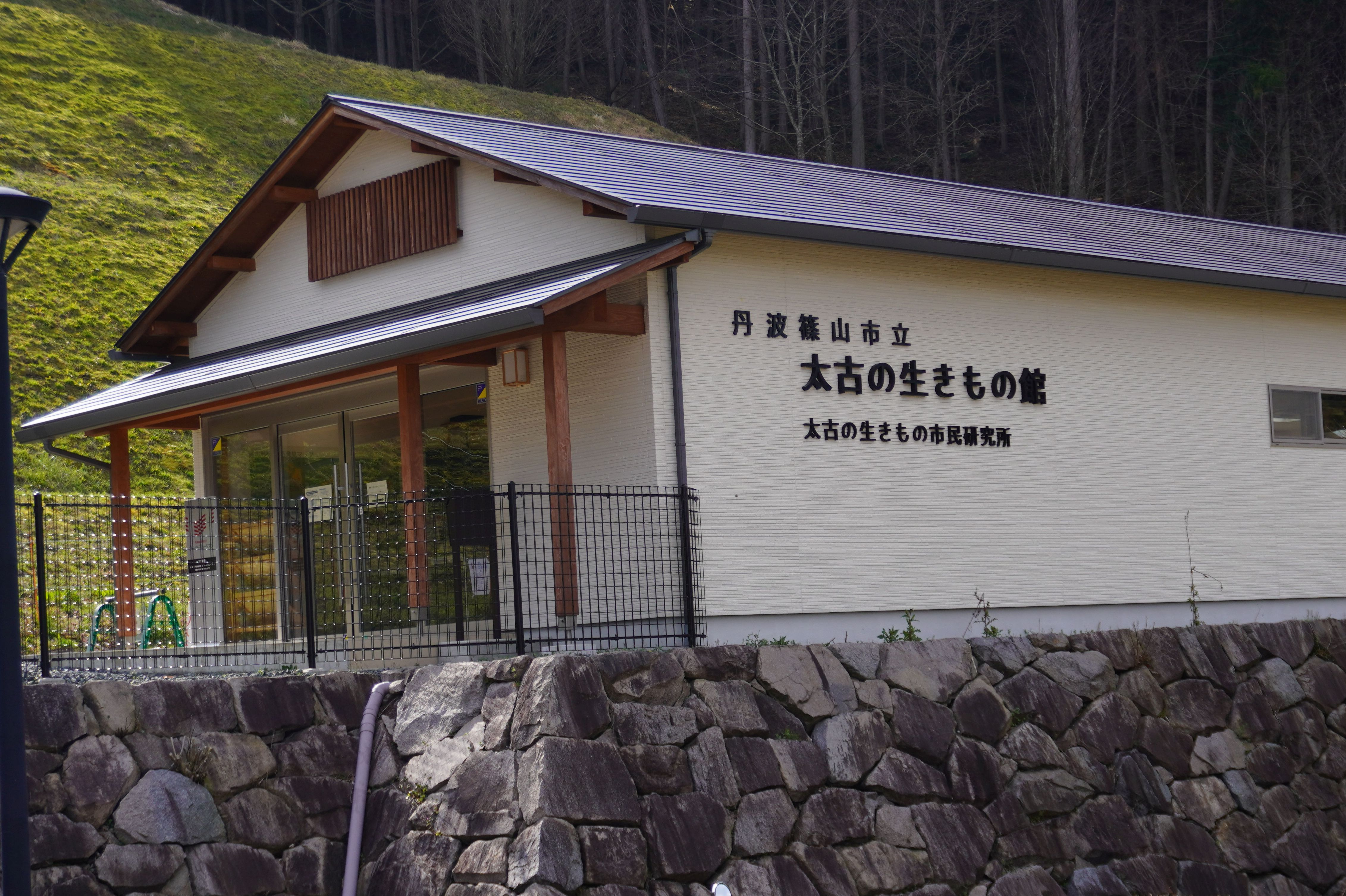
篠山市立太古の生きもの館
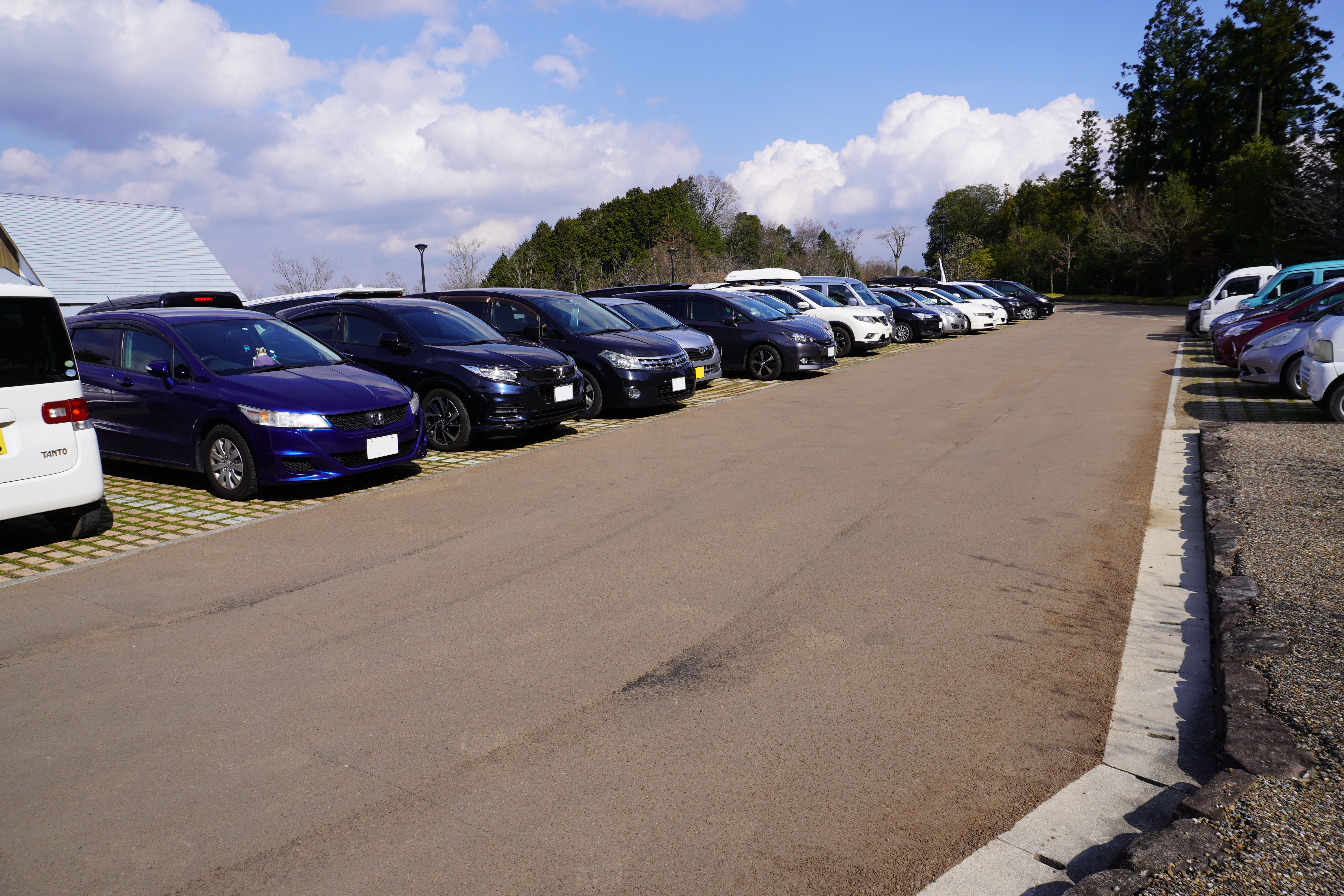
第一駐車場

## 恐竜化石の産出
2011年9月30日、公園内の残土より恐竜化石が2種類が発見されたと兵庫県立人と自然の博物館（三田市）が発表した。この地域には約1億1000万年前にあたる中生代・前期白亜紀の地層篠山層群下部層があり、前年の2010年には鳥類に近い肉食恐竜であるデイノニコサウルス類の前脚が見つかっていた。今回発掘されたのはデイノニコサウルス類の後脚の一部（長さ6.6cm）および、基盤的ネオケラトプス類の大腿骨（長さ約8cm）や顎、肋骨、胴椎など。デイノニコサウルス類は2010年の発掘時と同じものとみられるが小型のトロオドン科の可能性もある。人と自然の博物館の三枝春生らにより280m2の土砂を約50cm掘り下げて7月20-31日にかけ発掘されたものである。公園の西約6kmには大型植物食恐竜「丹波竜」の発見現場が位置しており、同地周辺も新たな化石密集地帯の可能性があると指摘されている。発掘された化石は2011年10月30日まで人と自然の博物館で一般公開された。
2024年7月25日には、久保田克博を筆頭著者として上述のデイノニコサウルス類の化石が学術論文に記載され、トロオドン科の新属新種ヒプノヴェナトル・マツバラエトオオエオルムと命名された。

## イノシシ被害
2007年のオープン以降、たびたびイノシシによる園内の芝生などの掘り起こしの被害があった。2021年11月から12月にかけては特に被害が大きく、園内の主なエリア約2ヘクタール（林道など周辺のエリアを含むと約3ヘクタール）がイノシシの被害に遭って穴だらけになり、芝生の修復費300万円が計上された。

## 参考サイト
- 兵庫県立丹波並木道中央公園
- 発掘体験コーナー開設丹波並木道中央公園（神戸新聞NEWS）